# 1926年1月14日の日食

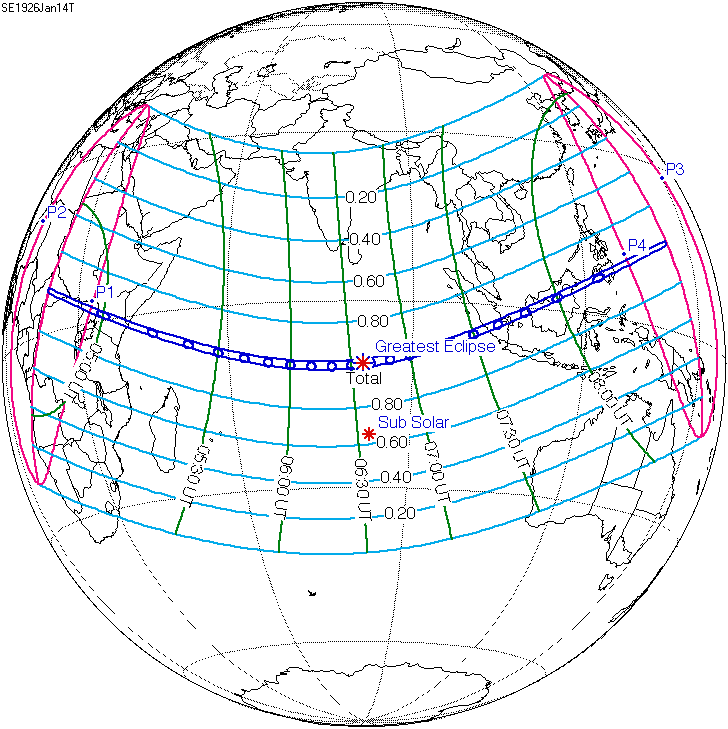

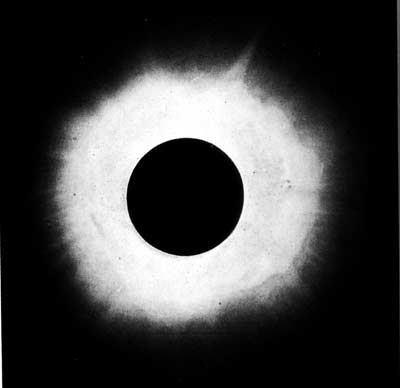
アメリカ合衆国スワースモア大学観測隊のジョン・A・ミラーがオランダ領東インドのスマトラ島で撮影した皆既日食

1926年1月14日の日食は、1926年1月14日に観測された日食である。フランス領赤道アフリカ、ベルギー領コンゴ、英埃領スーダン、イギリス領ウガンダ、イギリス領ケニア、イタリア領ソマリランド、イギリス領セーシェル、オランダ領東インド、イギリス領北ボルネオ、アメリカ領フィリピンで皆既日食が観測され、アフリカ中東部、アジア中南部及び以上の地域の周辺の一部で部分日食が観測された。

## 通過した地域
皆既帯が通過した、皆既日食が見えた地域はフランス領赤道アフリカ（現在の中央アフリカ東部）、ベルギー領コンゴ（現在のコンゴ民主共和国）北東部、英埃領スーダン南端のごく小さい部分（現在の南スーダン南端）、イギリス領ウガンダ（現在のウガンダ）北部、イギリス領ケニア（現在のケニア）、イタリア領ソマリランド南端（現在のソマリア南端）、イギリス領セーシェル（現在のセーシェル）、オランダ領東インド（現在のインドネシア）のスマトラ南部とカリマンタン北部、サラワク王国南部（現在のマレーシアに属する）、イギリス領北ボルネオ南部（現在のマレーシアに属する）、アメリカ領フィリピン（現在のフィリピン）南部だった。
また、皆既日食が見えなくても、部分日食が見えた地域は北アフリカ東部、西アフリカ東部、中部アフリカ全部、南部アフリカ中北部、東アフリカ全部、ギリシャ南東部、西アジア中南部、南アジア中南部、中国南東の半分、朝鮮半島、日本中南部、東南アジア、オーストラリア北西の半分、メラネシア中西部、ミクロネシア西部だった。

## 観測
天文学者による複数の観測隊がオランダ領東インドのスマトラ島で皆既日食を観測した。そのうちドイツからは1チーム、オランダからは1チーム、アメリカ合衆国からは3チーム（アメリカ海軍天文台、スプロール天文台、アメリカ国立標準技術研究所）。ロイター通信の特派員は、スマトラ島に滞在していた天文学者が総数50人いたと発表した。
パレンバンにいたオランダ隊は、雲に覆われたため、日食の第一段階を観測できなかった。ブンクル州にいたイギリス隊のリーダーは、「予定の観測計画をすべて遂行した」と報告した。報道で、アメリカ海軍天文台の観測地がスマトラ島南東部のトゥビン・ティンギだと明記されている。観測目的の1つがアルベルト・アインシュタインの一般相対性理論を検証することだが、曇天のため困難であった。
ジョン・ミラー率いるアメリカ合衆国スワースモア大学観測隊は1925年11月に到着し、観測機器の設置に2ヶ月をかけた。相対性理論実験以外に、太陽コロナの構成をより深く理解するために他の写真も撮影した。「コロナは太陽表面から非常に遠いため、天文学者はコロナは太陽表面により近い『プロミネンス』のようなガスでできていないと推測した。コロナの構成が未だに解明されていない。」スマトラ島での実験はほぼ成功したが、アメリカ領フィリピンのマニラでの実験は曇天のため完全に失敗した。
オランダ王立芸術科学アカデミーは1924年春に委員会を設立し、1924年4月5日から皆既日食の観測について議論していた。オランダ領東インドのスマトラ島パレンバン北西部15キロ郊外を観測地として選び、他の観測隊も島の西部にある天気がもっと良く、皆既食の持続時間がもっと長いブンクルに派遣する計画だった。1925年11月10日、観測隊はフランスのマルセイユで船に乗り、シンガポール経由で12月4日にパレンバンに着いた。パレンバン滞在の約6週間、天気は変わり続け、地元の天気データを事前に調べた隊員も意外だと感じた。1926年1月14日の皆既日食当日、朝は空に薄い雲があり、正午直前は雲が西の空を覆い、部分食の始まりの約30分前は通り雨が降り始め、その後は一旦天気が改善し、まもなく太陽が巻積雲に覆われた。皆既食の全段階で太陽が肉眼で雲を通して見えたが、コロナとスペクトルの観測は結局全て失敗した。1月16日、観測隊は再び船に乗り、オランダ領東インドの行政所在地バタヴィア（現在のインドネシア首都ジャカルタ）に着いた。ほとんどの隊員はジャワ島とスマトラ島東部のデリ（現在のメダン）に数日滞在して船で帰途につき、2月14日にオランダに戻った。もう1人はジャワ島西部のボスカ天文台で南天の銀河を観測し、5月19日までジャワ島に滞在した。